# ناحیه بوردل، میشیگان
ناحیه بوردل (به انگلیسی: Burdell Township) یک منطقهٔ مسکونی در ایالات متحده آمریکا است که در شهرستان اوسکئولا، میشیگان واقع شده‌است.
 ناحیه بوردل ۹۷٫۳ کیلومتر مربع مساحت و ۱٬۲۴۱ نفر جمعیت دارد و ۳۵۴ متر بالاتر از سطح دریا واقع شده‌است.